# Градът (филм)
Вижте пояснителната страница за други значения на Градът.
„Градът“ (на английски: The Town) е американски трилър от 2010 г. Бен Афлек е режисьор, един от сценаристите, както и актьорът с главна роля в тази продукция. Сценарият е по книгата на Чък Хоган „Принцът на крадците“. Премиерата на филма в САЩ е на 17 септември 2010 г.
Действието в „Градът“ се развива в западащ квартал в Бостън. Сюжетът проследява историята на няколко банкови обирджии, които се сблъскват с местните полицейски сили. Филмът получава благоприятни първи отзиви от филмовите критици.